# Marco Haller
Marco Haller (n. Sankt Veit an der Glan, 1 de abril de 1991) é um ciclista profissional austriaco que atualmente corre para a equipa ProTeam russa Katusha-Alpecin.
Atingiu a sua primeira vitória no circuito UCI World Tour na quarta etapa do Tour de Pequim de 2012 em onde se bateu num sprint final com corredores como Alessandro Petacchi e Elia Viviani.

## Palmarés
2012
- 1 etapa do Tour de Pequim

2014
- 1 etapa da Volta a Áustria

2015
- Tour dos Fiordos
- Campeonato da Áustria em Estrada

## Resultados nas Grandes Voltas e Campeonatos do Mundo
Durante a sua carreira desportiva tem conseguido os seguintes postos nas Grandes Voltas e nos Campeonatos do Mundo:
| Carreira           | 2010 | 2011 | 2012 | 2013 | 2014 | 2015 | 2016 | 2017 | 2018 | 2019 |
| ------------------ | ---- | ---- | ---- | ---- | ---- | ---- | ---- | ---- | ---- | ---- |
| Giro d'Italia      | -    | -    | -    | -    | -    | -    | -    | -    | -    | 116º |
| Tour de France     | -    | -    | -    | -    | -    | 126º | 162º | 155º | -    | 148º |
| Volta a Espanha    | -    | -    | -    | -    | -    | -    | -    | 118º | -    | -    |
| Mundial em Estrada | -    | -    | -    | -    | Ab.  | 26º  | 34º  | 112º | -    | Ab.  |

-: não participa 

Ab.: abandono

## Equipas
- Tyrol Team (2010)
- Adria Mobil (2011)
- Katusha (2012-)
  - Katusha Team (2012-2013)
  - Katusha (2013)
  - Team Katusha (2014-2016)
  - Team Katusha-Alpecin (2017-)